# Стівен Роуз
Стівен Пітер Расселл Роуз (англ. Steven Peter Russell Rose, 4 липня 1938 — 9 липня 2025) — британський біолог, почесний професор біології та нейробіології у Відкритому університеті та Лондонському університеті. Відомий дослідженнями в галузі генетики, нейробіології, теорії еволюції та науково-популярними працями.

## Біографія
Народився в Лондоні. Його виховували як ортодоксального юдея, але за його словами, він вирішив стати атеїстом у восьмирічному віці.
Навчався в Королівському коледжі в Кембриджі (біохімія) та в Інституті психіатрії Кінгс-коледжу (нейробіологія). Став наймолодшим професором та завідувачем кафедри у Великій Британії, коли в 1969 році був призначений на посаду професора біології в недавно заснований Відкритий університет. У Відкритому університеті створив Групу дослідження мозку, в рамках якої разом з колегами досліджував біологічні процеси формування пам'яті та лікування хвороби Альцгеймера, про що опублікував близько 300 наукових статей і рецензій.
Автор кількох науково-популярних книг і регулярний дописувач газети The Guardian. В 1999—2002 роках читав публічні лекції, як професор медицини у Грешем-коледжі в Лондоні. Його праці принесли йому безліч нагород і премій. У 2012 році Британська Асоціація Неврології нагородила його довічною премією «за видатний внесок у нейробіологію».
Його молодший брат — Ніколас Роуз, професор соціології в Лондонській школі економіки та політичних наук.
Одружений із соціологинею Гіларі Роуз, з якою разом працював у Грешем-коледжі, а також написав і редагував низку книг.